# Marty Russo

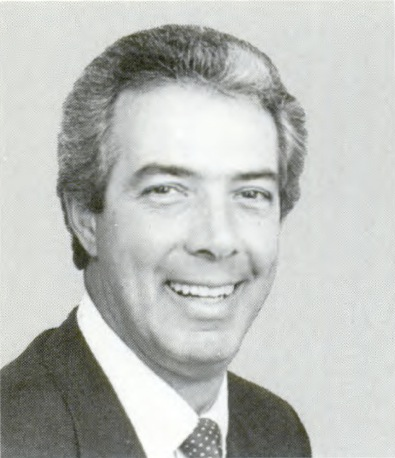
Marty Russo, 1991

Martin Anthony „Marty“ Russo (* 23. Januar 1944 in Chicago, Illinois) ist ein US-amerikanischer Politiker. Zwischen 1975 und 1993 vertrat er den Bundesstaat Illinois im US-Repräsentantenhaus.

## Leben
Marty Russo besuchte bis 1961 die St. Ignatius School in Chicago. Nach einem anschließenden Jurastudium an der DePaul University und seiner 1967 erfolgten Zulassung als Rechtsanwalt begann er in Chicago in diesem Beruf zu arbeiten. In den Jahren 1971 bis 1973 war er stellvertretender im Cook County. Politisch schloss er sich der Demokratischen Partei an.
Bei den Kongresswahlen des Jahres 1974 wurde Russo im dritten Wahlbezirk von Illinois in das US-Repräsentantenhaus in Washington, D.C. gewählt, wo er am 3. Januar 1975 die Nachfolge von Robert P. Hanrahan antrat. Nach acht Wiederwahlen konnte er bis zum 3. Januar 1993 neun Legislaturperioden im Kongress absolvieren. Seit 1979 gehörte er dem Committee on Ways and Means an. Damit war er an der Ausarbeitung der Steuerreform von 1986 beteiligt. Russo war auch stellvertretender Vorsitzender des Unterausschusses für Gesundheit sowie Vorsitzender der Kommission für Einkommenssicherung. Er setzte sich für eine allgemeine Krankenversicherung ein.
Im Jahr 1992 wurde Russo von seiner Partei nicht mehr zur Wiederwahl nominiert. Nach dem Ende seiner Zeit im US-Repräsentantenhaus war er 18 Jahre lang als Lobbyist für die Firma Cassidy & Associates tätig; bis Ende 2010 fungierte er als deren Vorstandsvorsitzender. Heute lebt er in McLean (Virginia).